# خانواده سلطنتی برادوی
خانواده سلطنتی برادوی (انگلیسی: The Royal Family of Broadway) یک فیلم به کارگردانی جرج کیوکر است که در سال ۱۹۳۰ منتشر شد. از بازیگران آن می‌توان به فردریک مارچ و ماری برایان اشاره کرد.